# 영덕 사존재
영덕 사존재(盈德 思存齋)는 대한민국 경상북도 영덕군 지품면 신안리에 있는, 조선시대의 재사 건축물이다.
2007년 10월 25일 경상북도의 문화재자료 제528호로 지정되었다.

## 지정 사유
思存齋는 장례원 판결사에 증직된 申鳳祥(1518-1567)의 아들 雲溪 申經濟(1555-1614)와 중형이지만 백부 인상(麟祥)에게 양자간 三友亭 申義濟(생몰년 미상)를 추향하기 위해 후손과 지역 사림에서 건립한 재사이다. 이 건물은 정면 5칸, 측 면 2칸 규모의 一字型 평면의 홑처마 팔작와가로 평면 구성은 御間의 대청 2칸을 중심으로 좌우에 온돌방을 둔 中堂挾室형이며 전면과 좌측면에는 軒檻을 두르고 난 간마루 가장자리를 따라 계자각난간으로 장식하였다. 18세기 창건 후 여러 차례 중 수를 거쳐 오늘에 이르고 있긴 하지만, 一字형 재사의 유형을 살펴볼 수 있는 평면 구성과 투박한 古式 치목 수법이 비교적 잘 보존되어 있는 건물로서 보존할 가치가 있어 문화재자료로 지정한다.

## 참고 문헌
- 영덕 사존재 - 국가유산청 국가유산포털